# Pohlsee
Der Pohlsee, auch Großer Pohlsee genannt, ist ein See im Kreis Rendsburg-Eckernförde im deutschen Land Schleswig-Holstein nördlich der Ortschaft Langwedel. Der See ist ca. 50 ha groß und bis zu 20,5 m tief.
Die Badewasserqualität entspricht den Anforderungen der EU-Richtlinie für „Ausgezeichnete Qualität“ (Stand: Januar 2011).
Im Niederdeutschen bedeutet Pohl „Pfuhl, Weiher, Teich“.